# FOB-Test

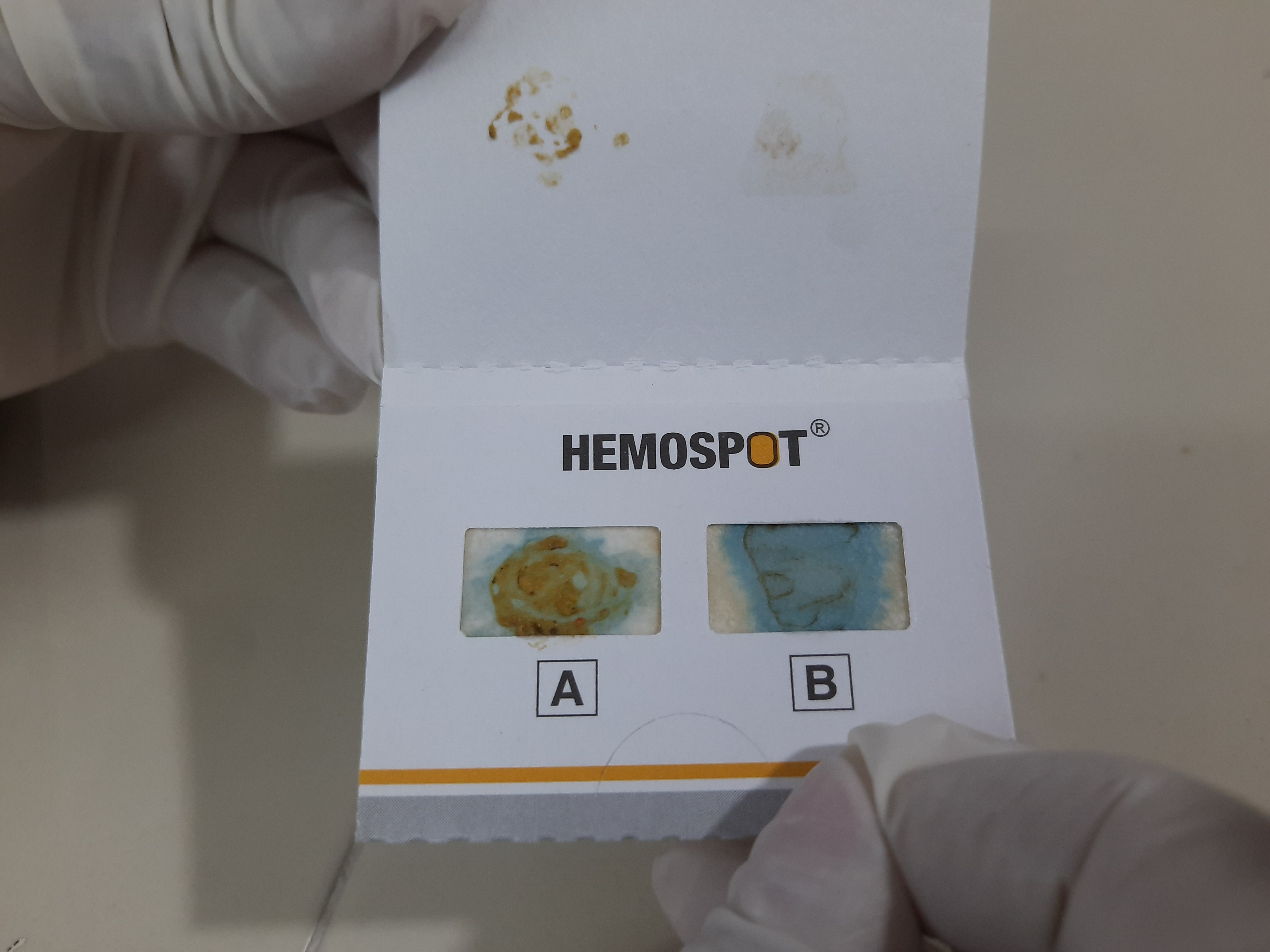
FOB-Test mit positivem (A) Ergebnis und Positivkontrolle (B)

Ein FOB-Test ist ein Diagnose-Verfahren der (Human-)Medizin, um im Stuhl verborgenes Blut zu erkennen. Die Entnahme der Probe erfolgt „vor Ort“ (en: Point-of-Care-Testing); die Auswertung im Labor geschieht unabhängig. Der Test ist nützlich für die Früherkennung von Darmkrebs.
Dieser Schnelltest prüft auf Blut, das sich in Folge von Darmschäden eventuell im Stuhl befindet (synonym: Exkrement, Fäzes, Kot). Das Akronym FOB steht für Fäkales Okkultes Blut (en: Faecal Occult Blood). Die zugrundeliegende Immunochemie ist spezifisch, denn sie beruht auf einer Antikörper-Reaktion gegen menschliches Hämoglobin (Hb) im Stuhl. Deswegen ist dieses Diagnoseverfahren auch als Fäkaler Immunochemischer Test (FIT) oder immunchemischer fäkaler okkultes-Blut-Test (iFOB oder iFOBT) bekannt. Abzugrenzen davon sind Guajak-basierte Tests auf fäkales okkultes Blut, auch gFOBT genannt.

## Anwendung
Das Proberöhrchen enthält eine Pufferflüssigkeit und ein Probestäbchen. Mit dem Probestäbchen machen Patienten einen Abstrich von ihrem frischen Stuhl. Das „beladene“ Probestäbchen wird zurück in die Pufferflüssigkeit gesteckt und das Röhrchen verschlossen. Das medizinische Labor tropft die Stuhlproben-Flüssigkeit auf eine Testkassette; in wenigen Minuten wird das Ergebnis angezeigt. Ein Kontrollsignal zeigt an, dass der Test funktioniert hat, auch wenn kein Blut zu entdecken ist. Die verschiedenen Angebote der pharmazeutischen Industrie liefern gleichwertige Ergebnisse.
Eine vergleichende Studie aus dem Jahr 2020 zeigte, dass FOB-Tests sehr empfindlich sind, um Neoplasien des (End-)Darmes zu entdecken. Deswegen verliert die auf Guajak basierte Methode in Europa an Bedeutung.
Schwere Fälle von COVID-19 sind nicht auf das Atemsystem beschränkt. Infekte des Magen-Darm-Systems können zu Komplikationen beitragen. Solche Verdachtsfälle sind durch einen FOB-Test schnell und einfach zu klären.